# 國際動物命名法委員會
國際動物命名法委員會（International Commission on Zoological Nomenclature）是一個負責統一、維護動物命名的國際非政府組織。它成立於1895年，現有來自19個國家的27位成員。

## 組織
ICZN的組織形式由《ICZN憲法》（Constitution of the ICZN）規定，後者與国际动物命名法规一同出版。
該組織的成員由国际生物科学联合会的動物命名部門（Section of Zoological Nomenclature）選出，每六年重選一次，可以連任三次，之後需隔三年才能再次入選。

## 外部鏈接
- Text of the Code（页面存档备份，存于）
- ICZN ZooBank （页面存档备份，存于）
- ICZN. . African Invertebrates. 2008, 49 (2): 1–11  [2018-05-12]. doi:10.5733/afin.049.0201. （原始内容存档于2008-12-27）.